# 王栖曜
王 栖曜（おう せいよう、生年不詳 - 803年）は、唐代の軍人。本貫は濮州濮陽県。

## 経歴
はじめ郷学に遊んだ。天宝末年、安禄山が反乱を起こし、尚衡が義兵を起こしてこれを討つと、栖曜はその下で牙将をつとめた。兗州や鄆州の県などでは、官軍が勢いを盛り返した。栖曜は牙前総管に進んだ。反乱軍の将の邢超然が曹州に拠っていたが、栖曜がこれを攻撃して攻め落とした。右威衛将軍・先鋒游奕使に任じられた。尚衡に従って入朝し、右金吾衛将軍に試用された。
上元2年（761年）、王璵が浙江東道節度観察処置使となると、栖曜はその下で馬軍兵馬使をつとめた。宝応元年（762年）、袁晁が台州で反乱を起こした。広徳2年（764年）、御史中丞の袁傪が征討にあたると、栖曜はその下で偏将となった。日に十数戦を重ねて、袁晁を生け捕りにし、郡邑16を奪回して、常州別駕・浙西都知兵馬使に任じられた。
ときに江南では兵乱が社会を荒廃させていたことから、内常侍の馬日新が汴州の軍5000を率いて駐屯していた。ところが馬日新は貪婪暴虐であったため、蕭庭蘭の反乱軍が民衆の恨みに乗じて馬日新を追放し、その勢力を併呑した。栖曜は近郊を巡回していたが、反乱軍に脅されて、ともに進軍して蘇州を包囲した。栖曜は反乱軍の緩みに乗じて、自ら城壁を登って蘇州に入り、城中の兵を率いて出撃して反乱軍を破った。右金吾衛大将軍に試用された。
李霊曜が汴州で反乱を起こすと、栖曜は浙江西道都団練観察等使の李涵の下で裨将となり、兵4000を率いて河南で挟撃した。功により銀青光禄大夫を加えられ、さらに御史中丞を兼ねた。李希烈が汴州を攻め落とし、勝利に乗じて東進し、陳留・雍丘を連破すると、寧陵に宿営し、宋州を襲撃しようとした。栖曜は浙西節度使の韓滉の命を受けて強弩部隊数千を率いて、寧陵を夜襲した。李希烈はこれを察知せず、朝方になって、弩の矢が李希烈の帷中の座に届くと、李希烈は驚いて逃走した。
貞元初年、栖曜は左龍武軍大将軍に任じられた。まもなく鄜坊丹延節度観察使・検校礼部尚書に転じ、御史大夫を兼ねた。貞元19年（803年）、在官のまま死去した。尚書右僕射の位を追贈された。諡は成といった。
子に王茂元があり、嶺南節度使や河陽節度使をつとめた。

## 伝記資料
- 『旧唐書』巻152 列伝第102
- 『新唐書』巻170 列伝第95